# حویلی لکها
حویلی لکها (به انگلیسی: Haveli Lakha) یک منطقهٔ مسکونی در پاکستان است که در ناحیه اوکارا واقع شده‌است. حویلی لکها ۵۳ کیلومتر مربع مساحت و ۷۵۰٬۳۴۲ نفر جمعیت دارد.